# 卡平格罗苏
卡平格罗苏（葡萄牙語：Capim Grosso）是巴西巴伊亚州的一个市镇。总面积350.032平方公里，总人口25684人，人口密度73.4人/平方公里。